# アドバンストフォトシステム

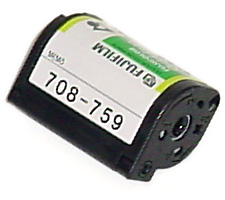
IX240のフィルムカートリッジ

アドバンストフォトシステム（英語: Advanced Photo System, APS）とは、富士フイルム、イーストマンコダック、キヤノン、ミノルタ、ニコンによって共同で開発された「世界標準規格の新しい写真システム」。1996年4月に販売が開始された。後述のとおり、2012年に事実上終焉を迎えた規格である。
APSは写真フィルムの名称ではなく、新規格の専用フィルム (IX240) を使用した「進化した写真システム」のことを指す。規格名の"IX"とは"Information Exchange"の略で、デジタルカメラのExifヘッダのように、撮影時の設定、日付・時間、プリントサイズ・枚数指定、コメントなどをフイルムにコーティングされた磁気面に記録し、プリント時に利用できるためこの名がある。240はフィルム幅の24mmに由来する。

## 概要
画面の露光面積は16.7×30.2mmで縦横比が従来の各種フィルムと比べて横長 (9:16) なのが特徴。その基本サイズの左右または上下をプリント時にトリミングすることで、35mm判の通常サイズ (2:3) とパノラマサイズ (1:3) に対応するプリントが可能である。これらのサイズ設定は基本的にカメラ側で設定する（一部低価格機にはCサイズ専用もある）。ただし、ラボへのプリント注文時に指定して変更は可能である。また、かつて発売されていたAPS用フォトプレイヤーでは各種設定を変更できるものもあった。
Hサイズ（ハイビジョン / 9:16）
基本となる画面サイズで、撮影設定に関わらずフィルム面にはこのサイズで写る。プリント時には従来のL判と縦は同じで横幅が広くなる。
Cサイズ（クラシック / 2:3）
Hサイズの左右をトリミングしたサイズ。従来の35mmフィルムと同じ画面比率で、プリントも同じL判（またはKing判）のサイズ。
Pサイズ（パノラマ / 1:3）
Hサイズの上下をトリミングしたサイズ。従来の35mmパノラマ判と同じ。
また、画面サイズが小さいために35mm判と同じレンズでも画角が狭くなる。従って、35mm判と比較する場合はレンズの表記に比率を掛けて換算する必要がある。対角画面で換算すると、Hサイズ・Pサイズ=1.25倍、Cサイズ=1.4倍（ハーフ判と同等）となり、例えばAPSの24mmレンズの35mm判相当の画角は24mm×1.25=30mm（Hサイズ時）となる。ただ、Hサイズの場合は画面比率が横長なために、35mm判と同等の画角でもよりワイドさが強調されて見える。
現像後もフィルムはカートリッジの中に入れたまま返却され、焼き増しの注文は添付されるインデックスプリントでコマを確認して行う。
この規格の長所としては、従来の35mmフィルムに比べ、フィルムサイズ=カートリッジが小型であるためにカメラ自体も小型化できる点がある。他にも、
- 密閉カートリッジなので、フィルムに触れることなく装填でき失敗が少ない。
- 撮影済みのフィルムは装填できないので、二重露光などの失敗がない。
- 撮影途中でフィルム交換ができる（MRC=ミッド・ロール・チェンジ。カメラ側での対応が必要）。

などのこれまでのカメラでは難しいことが簡単になったことがあげられる。
フィルムが小型であることを強調するためか、市場に出た製品のほとんどはコンパクトカメラであった。キヤノン、ニコン、ミノルタからはレンズ交換可能な一眼レフカメラも発売されたが、35mmフィルムと比べて撮影面積が小さいことから、画質が劣ること、交換レンズの互換性の問題からあまり普及しなかった。また、フォトプレイヤーという、現像済みのカートリッジを装着してそれをテレビへ映し出す装置も発売されていた。かつてのスライド投影機のAPS版とも言えるが、BGMをつけたりカット間効果をつけながらの自動スライドショーを行ったりと、スライド投影機に比べて高機能であった。また、フィルムのIX情報を修正したりする機能も存在した。こういった機能は後のデジタルカメラの閲覧ソフトに継承され発展していった。

### フィルム状態の表示

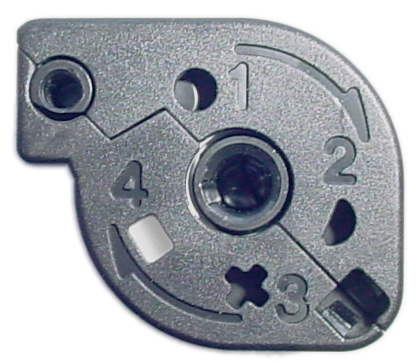
IX240のフィルムカートリッジ底面 現像済みであることを示す四角いアイコンが白くなっている

フィルムカートリッジの底面にはフィルムの状態を示す仕組みが設けられている。4段階のフィルム状態が白いアイコンで順に表示される。
1. 丸 : 新品未使用であることを示す。
2. 半円 : 総撮影枚数の途中まで撮影済み。ミッド・ロール・チェンジ（撮影途中でのフィルム交換機能）でカメラから取り出した状態。カメラへ再装填したり現像に出すことが可能な状態を示す。
3. バツ : 総撮影枚数を全て撮影したことを示す。カメラへは二重露光防止機能により物理的に装填できない。
4. 四角 : 現像済みを示す。

## 推移と現況
APSはこれまでのカメラシステム（フィルム、カメラ、DPE）を刷新し、関連市場の浮揚を狙ったものであったが、35mmフィルムの優位性、同時期に普及しだしたデジタルカメラと、写真画質カラープリンタの急激な性能向上により、あまり普及しなかった。
フィルムがカートリッジの中に入れたまま返却されるために嵩張って保管しづらいうえ、添付されるインデックスプリントとの関連付けも煩雑であり、インデックスプリントをなくすと写真の確認が出来ない、といった欠点があった。現像料金が従来の35mmフィルムに比べて高価であったことも普及を妨げる要因となった。当初は、インデックスプリントが添付されることが利点であったが、35mmフィルムを現像した際もインデックスプリントを添付されるようになり、APS独自の利点よりも欠点が目立つことになった。
2002年時点で、IX240フィルムのシェアは、ロールフィルムが出荷本数の約12%、レンズ付きフィルムが同約29%である。フィルム自体がコンパクトであることから、レンズ付きフィルムにも採用されていた。
カメラは2002年時点で既にコダック、ニコン、コニカミノルタらがAPSカメラの製造・販売から撤退しており、その後も他のメーカーの撤退が相次いだ。
フィルムについては主要3社のうちコニカミノルタ（当初社名コニカ）がまず撤退、その後は各社とも製品数を縮小し、富士写真フイルムがNexia（ネガカラー、ISO400、25EX）、コダックがAdvantix（ネガカラー、ISO200、25EX）の生産を継続した。過去にはISO100の高画質タイプやISO800の高感度タイプ、またリバーサルも商品化されてはいたものの、早い段階で姿を消すことになった。富士フイルムは2011年7月にフィルムの生産・販売終了を発表、コダックも2011年をもって生産を中止、在庫分の販売を継続し、2012年5月末をもって終了した。これによりAPSフォーマットは事実上終焉を迎えた。

## 過去の主要カメラ
メーカー名は略称

### 一眼レフカメラ
EOS-IXシリーズ（キヤノン）
同社の35mm一眼レフ・EOSシリーズと共通のEFマウントを採用しており、その名称からもEOSシリーズのAPS版という位置づけであった。初号機のIXEは本体にステンレス素材を用いており、IXYにも通じるBox&Circleを基調とした近未来的でメカニカルなデザイン。同時期の35mm中級機EOS55ベースでほぼ同等の性能を持ち、APS機としては唯一の視線入力機能を持つ。後に追加されたIX50はEOS-Kissに似たカジュアルかつオーソドックスなデザインで、性能的にもオート主体の普及機という位置づけ。なお、EFレンズの外装は黒色が基調であるが、このカメラに合わせカメラ本体と同色のレンズも発売されていた。
Proneaシリーズ（ニコン）
同社の35mm一眼レフ・Fシリーズと共通のFマウント (AF-G) を採用しているが、別シリーズ扱いであった。初号機の600iは同社の35mm中級機F70Dベースの本格派。デザインも同時期のFシリーズと統一性のある質実剛健なもの。後に追加された普及機のSは一転「ウーマンズ・ニコン」を標榜し、銀の本体色に紫のアクセントを配した曲面基調のスタイリッシュなデザインとなった。なお、シリーズ専用のIXニッコールレンズも発売されていた。このシリーズは基本的に絞り制御をカメラ側で行うため、同社のAF専用レンズである通称AF-Gと同様、絞りリングがないのが外観上の特徴である。尚、IXレンズはマウント側が独自形状となっており、ここがミラーボックスに干渉するために、通常の35mm用及びデジタル専用のFマウントには装着できない。
Vectis-Sシリーズ（旧ミノルタ）
APSフォーマットに最適化させたという新規設計のVマウントを採用。そのためレンズもかなり小型化されている。また、本体・レンズ・ストロボを含むシステム全体がJIS保護等級2級（水しぶき程度の防水）の防水性能を持っている。初号機のS-1は当時の35mm中級機α-303Si相当で、後に普及機のS-100が追加された。外見的には共通したデザインで、プリズムの代わりにミラーを用いたリレー光学系ファインダーのために軍艦部がフラットなのが特徴である。交換レンズは前述の理由から、35mm用レンズを使えるキヤノンやニコンに比べて（特に大口径レンズの）ラインナップが限られるが、世界でも唯一のAF反射望遠レンズを持っていた。ミノルタはこの規格をデジタルとの共用規格にしようとしていた節があり、実際に製品も発売されていたが、デジタルカメラが発展途上のうちに肝心のAPS市場のほうが縮小してしまったため、Dimage RD3000が最初で最後の製品となった。
Centurionシリーズ（オリンパス）
レンズ固定式一眼レフカメラ。同社が35mm判で発売していたLシリーズのAPS版。初号機のCenturionと改良機のCenturion-Sがある。
Epion4000シリーズ（富士）
レンズ固定式の一眼レフカメラ。Centurionとスペックがほぼ共通しており、オリンパスのOEMか共同開発と思われる。

### コンパクトカメラ
IXYシリーズ（キヤノン）
APS発売当初に高品位な仕上げのステンレス素材ボディとBox&Circleと呼ばれた明快なデザインによってヒットし、APS普及の牽引車となった。その影響は大きく、後にデザインコンセプトは名称と共に、デジタルカメラにも引き継がれてヒットしたほどである。基本モデルはオリジナルモデルから続く3桁系と言われるシリーズで、概ね百位がグレード、十位がズーム倍率を示す。300系がステンレス、200系が普及タイプのプラスチック製。2桁系は機能を絞った廉価機。iは3桁系の後継機で、シリーズ最後のフラグシップモデル。他に高機能機のGがある。なお、単焦点機の310はF2.8というこのクラスでは稀な大径レンズを持っている。
Nuvisシリーズ（ニコン）
2/3桁系は普及機。他に一眼レフFシリーズのデザインを模した黒地に赤アクセントのVや、カプセルボディの高品位タイプSシリーズがある（S2000は2倍ズームと4色プラボディの普及機）。
Vectisシリーズ（旧ミノルタ）
2桁系は普及機、3桁系はやや上位でメタル製もある。他にカプセルボディの高品位タイプとなる4桁系 (2000/3000) がある。また、防水タイプの通称"Angelシリーズ"と呼ばれるGX系 (1 - 4) もあり、各機で防水機能とカラーが異なる個性的な（ある意味トイカメラ的な）ユニークなデザインが特徴。
Efinaシリーズ（旧ペンタックス）
オリジナルモデルはAPSコンパクトとしては珍しくバルブ撮影まで可能な多機能機だったが、後にフルオートの高品位タイプ、Tシリーズを追加。
NewPic/i-Zoomシリーズ（オリンパス）
普及機となるNewPicシリーズと、同社の35mm判生活防水カメラμ（ミュー）のAPS版的位置付けのi-Zoom60/75（2桁系）、高品位タイプのi-Zoom2000/3000（4桁系）がある。
i Snap（オリンパス）
小型でスタイリッシュな外観で、気軽に持ち歩いてもらうことを意図したモデル。
Epion/Nexiaシリーズ（富士）
普及機のEpion（2桁/3桁系）、高品位機/高機能機のEpion（4桁系）がある。なお、Epion4桁系のうち特にカプセルボディの1000系は同社の35mm判高品位コンパクトカメラに倣ってTiaraのサブネームが付されている。1000はAPSでは珍しいチタンボディ、1010はプラスチック製の普及機。低価格の2桁系には児童向けのキャラクター商品としてサンリオキャラクター（ハローキティ、マイメロディ）などのイラストをプリントされたものもあった。のちに同社のAPSフィルムと同ブランド名を付されたNexiaシリーズに交代し、カプセルボディのTiaraも2倍ズームの2000へと進化した。特筆すべきはペンダント型というユニークな形状と低価格でヒットしたQ1シリーズで、当初単焦点機のみだったが後に2倍ズーム機や多彩なカラー/デザインバリエーションが発売された。なお、NexiaQ1は日本国内では最期まで残っていたモデルである。
Revio/SuperBigMiniシリーズ（旧コニカ）
参入当初は35mm判のヒット商品BigMiniに倣ったSuperBigMiniシリーズを発売していたが、後にその小型化路線を更に追求したRevioシリーズを展開した（IXYと同じく、デザインと名称は同社のコンパクトデジタルカメラに引き継がれている）。オリジナルモデルから分岐した低価格でカジュアルユースのC系 (CL,CZ) と高品位なZ系 (II,Z2,Z3) に大別されるが、いずれもセルフポートレイト用の折り畳みミラーが標準添付され、それを軍艦部に取り付けられるのが特徴である（初期ライカの折り畳みファインダに似る）。
Advantixシリーズ（コダック）
参入当初はごくオーソドックスな機種に終始していたが、後にレンズカバーがヒンジで上へ開いてそのままストロボになるというユニークなシリーズを発売した。中でもPreviewは、ファインダにCCDを組み込んで撮影直後の画像を背面の液晶モニタで確認できるユニークな機種である。
Ultimaシリーズ/Samurai4000iX（京セラ）
当初は同社のハーフ判一眼レフ機"Samurai"を模したSamurai4000iXを発売（一眼レフではなく通常のビューファインダー方式）。APSコンパクト機としては最大級となる4倍の高倍率ズームレンズを持っていた。のちに通常のコンパクトタイプのUltimaシリーズになった。上級にコンタックスが控えていたためか、こちらはオーソドックスな普及機に終始したようである。
C11（ライカ）
ライカ唯一のAPSカメラ。高品位な造りではあるが内容はごく普通の3倍ズームコンパクトカメラ。レンズは無銘。
MacroMax-FR2200（ゴコー）
接写に強い（最短25cm）のが特徴。同社35mm判MacroMaxシリーズのAPS版。

#### 高級コンパクトカメラ
Tix（コンタックス：京セラ）
同社の35mm判高級コンパクト・CONTAX-TシリーズのAPS版 (T+ix)。シリーズ共通の高品位なチタン素材ボディとツァイスレンズ (Sonnar T* 28mm F2.8) を持つ。デザインやシャッター機構は後年の35mm高級コンパクト・T3に受け継がれている。最高1/1000秒の高速シャッター、露出補正機能に加え、絞り優先AE撮影も可能な、APSコンパクトカメラとしては稀有な機種。色は素材色のチタンシルバーと黒。定価12万円。

### 防水タイプ（ダイビング用途）
IXY-D5（キヤノン）
水深5m防水機能。同社の35mmカメラAutoBoy-DシリーズのAPS版。
Vectis-WeatherMatic（旧ミノルタ）
水深10m防水機能と耐衝撃シェルを持つヘビィデューティ仕様。このタイプとしては珍しい1.7倍ズーム。同社の防水カメラWeatherMaticシリーズ（他に110版と35mm版あり）のAPS版で、シリーズ共通の鮮やかな黄色のボディカラーが特徴。

## レンズ付フィルム
イーストマン・コダックや富士写真フイルムなどから、新システムのフィルム・カートリッジを用いたレンズ付フィルムが発売された。

## 他フォーマットへの影響と関連
- 現在の35mmフィルムの同時プリント時に付いてくるインデックスプリントは元来APSの規格であった。後に35mmへも援用された。
- フィルムサイズの基本となるHサイズは、ハイビジョンテレビの画面比率から設定された。
- デジタルカメラでも同様のトリミングによってHサイズとCサイズなどを設定できる機種が現れている（松下電器 LUMIX-LXシリーズ）。
- フィルムサイズの画面比率（アスペクト比）が35mm判と同等のCサイズは、かつてのハーフ判とほぼ同サイズを持つ。また、これとほぼ同等の面積を持つデジタルカメラ（特に一眼レフカメラ）の撮像素子をAPS-Cサイズと呼ぶのも、これに由来する。また、珍しいところではキヤノンの最高級デジタル一眼レフの高速連写タイプ、EOS-1DシリーズはAPS-Hサイズとほぼ同じ面積 (縦横比は35mmフィルムのライカ判同様に3:2である) の受光素子を採用している。